# Mayalina teapensis
Mayalina teapensis is een rechtvleugelig insect uit de familie Romaleidae. De wetenschappelijke naam van deze soort is voor het eerst geldig gepubliceerd in 2012 door Amédégnato, Poulain & Rowell.